# Pic Thomson
Pour les articles homonymes, voir Thomson.
Le pic Thomson (en anglais : Thomson Peak) est un sommet situé dans la chaîne Concord en Antarctique, dont c'est le point culminant avec 2 350 mètres d'altitude.
Il se situe à 11 km au sud-est du mont Shute (en), à la limite sud de la chaînon Mirabito (en).
Il est nommé par l'équipe nord de l'New Zealand Geological Survey Antarctic Expedition (NZGSAE) en 1963-1964 en l'honneur de Robert B. Thomson, le responsable scientifique de la station scientifique de cap Hallett en 1960, responsable à la base antarctique Wilkes en 1962 et chef adjoint à la base antarctique Scott en 1963-1964.